# サブラー・シャティーラ事件

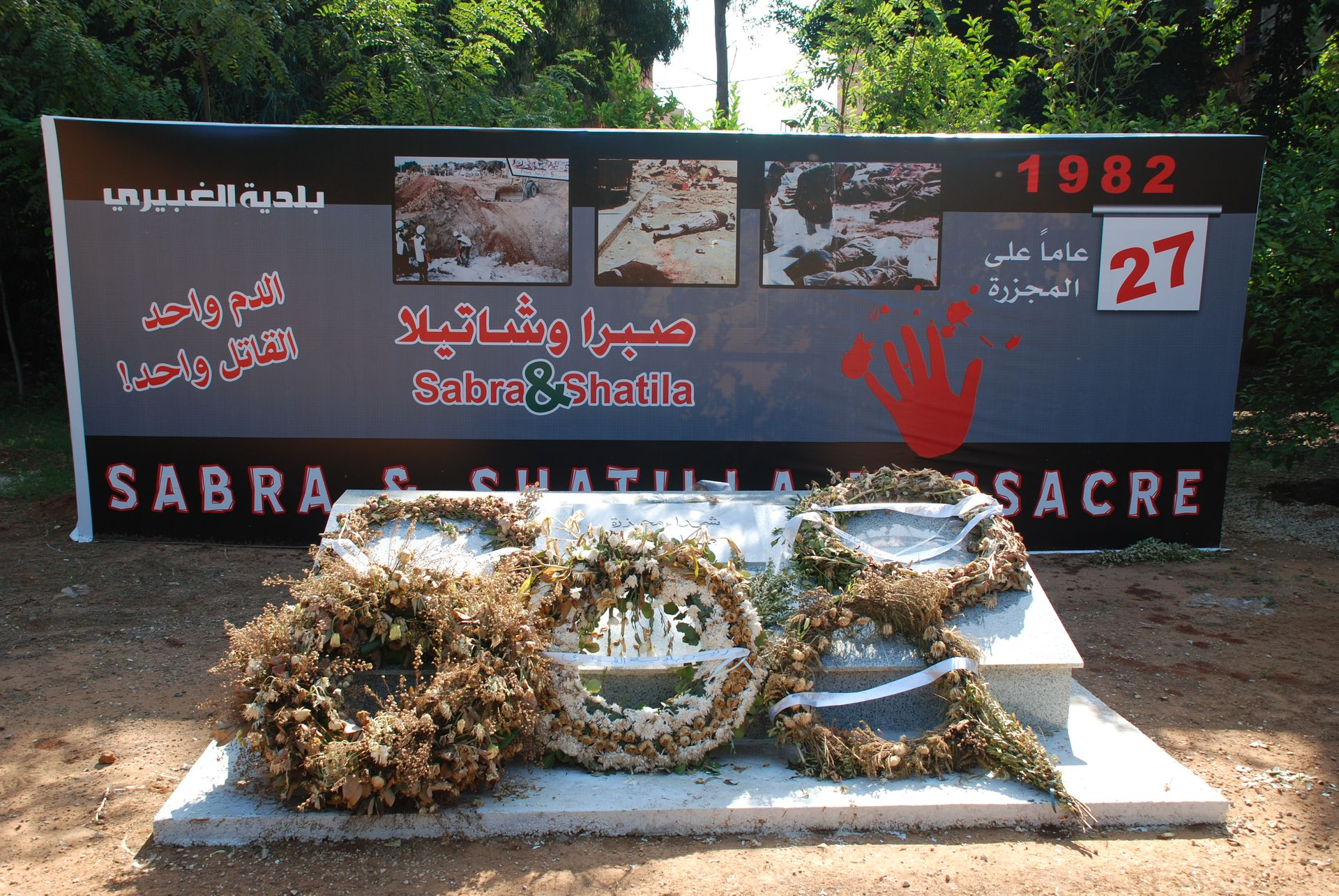
サブラー・シャティーラ事件の記念碑

サブラー・シャティーラ事件（アラビア語: مذبحة صبرا وشاتيلا、英語: Sabra and Shatila massacre）は、1982年9月16日から18日の間に行われたレバノンの親イスラエル政党「ファランヘ党」などで構成されるキリスト教マロン派民兵組織「レバノン軍団」によるパレスチナ難民の大量虐殺事件のことである。

## 背景
1975年から始まったレバノン内戦は泥沼の様相を呈していた。そんな中、1982年6月6日にPLOを撤退させるためと称して隣国イスラエルがレバノンに侵攻する。イスラエルは、レバノンを親イスラエル国家にしようという思惑があり、反シリアでイスラエルと懇意だったバシール・ジェマイエルをレバノン大統領に当選させることに成功する。
イスラエルの目論見は成功したかに見えたが、1982年9月にジェマイエルは何者かに爆弾で暗殺される。イスラエルはこれをPLO残党の犯行とみなした。ジェマイエル殺害に憤慨した民兵組織「レバノン軍団」は、パレスチナ人への報復を実行する。

## 事件発生
1982年9月16日午後6時、イスラエル国防軍の部隊がレバノンのサブラーとシャティーラにあったパレスチナ難民キャンプへ向けて照明弾を発射（レバノン軍団の要請に応えたものであるとされる）、これを合図としてレバノン軍団の民兵たちが一斉にキャンプに突入、虐殺を開始した。
虐殺は2日間に及び、犠牲者数は762人から3500人と言われている。
この事件の際、ベイルートで取材をしていた日本人ジャーナリスト広河隆一は当時をこう回想している。

## 事件後
事件が明るみに出るや、パレスチナ、イスラエル、そして国際社会全体に大きな衝撃を与えた。
1982年12月16日、国連総会はこの事件を「ジェノサイド」として非難する決議を反対なしの123か国の賛成多数で可決した（アメリカ、イスラエル、カナダ、イギリスなどは棄権。日本は賛成）。
虐殺を手助けしたとも言えるイスラエルの国内でも共産党やできて間もないピース・ナウなどの左派勢力から批判が噴出。当時の国防相、アリエル・シャロンは「イスラエルの手は汚れていない」などと言った。
虐殺を調査したイスラエルの特別委員会は、シャロンに「個人的な責任がある」とし、シャロンは辞職した。

## 関連する作品

### 映画
- 『Massaker』 - 2004年、ドイツ[7]。Monika Borgmann, Lokman Slim, Hermann Theissen 共同監督作品[7]。
- 『戦場でワルツを』